# Megalopta nitidicollis
Megalopta nitidicollis là một loài Hymenoptera trong họ Halictidae. Loài này được Friese mô tả khoa học năm 1926.